# Peder Palladius
Peder Palladius (1503 – 3. januar 1560) var luthersk superintendant (jf. biskop) over Sjællands Stift i tiden umiddelbart efter reformationen.

## Barndom og ungdom
Ifølge Peder Palladius selv hed hans far Esbern Jensen og var en ulært borger i Ribe. Det er blevet foreslået, at han er den "Esbern Smed", der siden blev tolder og byfoged i Assens. Skolegangen for Peder Palladius foregik tilsyneladende på flere latinskoler, hvilket sikkert hænger sammen med, at han ikke kunne forsørges af forældrene. Han omtaler skolerne i Ribe, Roskilde og Assens, som om han selv har gået der.
Det er omtrent alt, hvad vi med sikkerhed ved om Palladius' ungdomsliv, før vi omkring 1530 træffer ham som skolemester i Odense, hvorfra han senere, understøttet af borgmester Mikkel Pedersen Akeleye drog til Wittenberg, ledsaget af samme borgmesters søn Knud Mikkelsen og et andet ungt menneske fra Odense, hvis studier han formodentlig har haft opsyn med. Den 3. september 1531 blev han indskrevet som Petrus Esbernius Pladius Ribensis (Pladius af "plade" = brystharnisk). Måske var hans far "plattenslager" (dvs. blikkenslager), når sønnen i Wittenberg blev indskrevet som "Pladius". Og da han i 1537 tog doktorgraden, skal Philipp Melanchthon have forædlet navnet ved en tilkytning til Pallas Athene, så han kom til at hedde "Palladius".
I Wittenberg havde Palladius et nært forhold til reformatorerne, da han, fraregnet nogle mindre udflugter, tilbragte henved seks år her under flittige studier. Han tog magistergraden i 1533. Da kong Christian 3. efter de gamle bispers afskaffelse ønskede en mand, som overtilsynet med de lutherske menigheder kunne betros, og i den anledning henvendte sig til reformatorerne i Wittenberg, anbefalede disse magister "Petrus Danus", men rådede kongen til først  at lade ham erhverve den teologiske doktorgrad i Wittenberg. Dette råd blev fulgt, og efter at kongen havde sendt de fornødne penge, blev Palladius sammen med Tileman van Hussen 1. juni 1537 udnævnt til licentiat under Luthers præsidium og få dage efter til doktor i teologi. Kort efter begav han sig på vej hjem, uden tvivl i følge med doktor Johannes Bugenhagen, som var indkaldt til Danmark for at yde sin bistand ved Københavns Universitets genoprettelse, ved reformationens fuldendelse og ved kongens og dronningens kroning.

## Sjællands biskop
Straks efter sin hjemkomst trådte Palladius i nærmere forhold til kong Christian 3., og 2. september 1537 indviedes han af Bugenhagen til superintendent eller biskop i Sjællands Stift. Herudover blev han professor i teologi ved universitetet. Det var et stort og besværligt arbejde, der lå foran Palladius med hensyn til ordningen af kirkevæsenet. Imidlertid gav han sig, kun 34 år gammel, med en beundringsværdig kraft og dygtighed i kast med værket. For eksempel kan anføres, hvad Bugenhagen allerede i november 1537 kunne skrive til kongen:
| “                     | Jeg vil, eders majestæt til trøst, ikke dølge, at Gud udretter meget godt ved sine fattige biskopper eller superintendenter. Jeg efterlod doktor Peter Palladius 14 dage i den papistiske [dvs. katolske] stad Roskilde. Der prædikede han hver dag, og hele byen løb til for at høre ham, og de takke og prise Gud, både råd og borgere. Han holdt også hver dag en latinsk forelæsning og havde 125 tilhørere." | ” |
| — Johannes Bugenhagen | |   |

Snart var Palladius i fuldt arbejde med visitatser rundt om i stiftet, og i løbet af fem-seks år fik han visiteret alle dets 390 kirker. Alle steder skulle forholdene ordnes så at sige fra ny af, mange misbrug afskaffes og alt bringes på en sådan fod, at det kunne gå i det mindste uden betydelige anstød mod en rigtig og sømmelig evangelisk-luthersk kirkeorden. Med flid søgte han at få alt fjernet fra kirkerne, hvad han kaldte "Uryd". Det var rester fra den katolske tid som helgenbilleder, overflødige altre, relikvier, messebøger og lignende. Især havde han et vågent øje med de endnu temmelig stærkt søgte valfartssteder i stiftet og fik ved kongebreve søgningen til disse steder forbudt, selvom den ikke fuldkomment blev afskaffet i hans tid.
I det hele taget ses det af mange ting, at modstanden mod den evangelisk-lutherske lære og kirkeorden endnu langtfra var overvundet. Særlig gjorde Roskilde domkapitel længe både aktiv og passiv modstand mod de nye ordninger og gav Palladius meget at gøre. I årene 1543-1544 ledede Palladius de religionsdisputatser, der holdtes mellem universitetets teologer og katolsksindede medlemmer af flere af landets domkapitler og klostre, som da også til sidst gav efter, om end måske mere for at redde deres præbender, end fordi de var overbeviste. I et kongebrev af 1551 omtaltes, at der endnu var "mange, som sad og forhærdede sig og ikke vare udi en ret kristelig tro, som dennem burde", hvorfor det pålagdes dem at lade sig undervise af Palladius og at efterkomme, hvad han på kongens vegne "tilsagde dem om religionen".
Så stor modstand Palladius end således fandt i sit evangelisk-lutherske tilsynsembede, så må man dog ikke forestille sig ham som en mand, der billigede enhver angrebsmåde, når det gjaldt at ramme modstanderne og at tilintetgøre katolicismens rester. Selv om han mange gange udtalte sig skarpt nok om den katolske hårdnakkethed, som han jævnlig traf på, så misbilligede han dog, når præsterne i deres prædikener på en upassende måde omtalte helgener og deres relikvier og i det hele kun beskæftigede sig med at rive ned og ikke også at bygge op. Vanskeligst var stillingen over for mægtige adelspersoner, der tog det gamle i forsvar eller viste åbenbar foragt mod den borgerlige superintendent, der ikke kunne optræde med den myndighed, som de gamle adelige bisper havde besiddet.
Her anbefalede Palladius at gå frem med stor sagtmodighed. Hans råd under sådanne forhold var nemlig dette: Når en adelsmand begyndte at yppe strid med en superintendent eller at udæske ham ved at forsvare en eller anden sætning af den katolske lære, som det ofte kunne ske, så skulde superintendenten enten tie stille til sådanne åbenbare fornærmelser eller svare så beskedent som muligt, navnlig med hensyn til alt, hvad der vedkom hans eget embede, og kun henholde sig til den troskabsed, han havde svoret kongen, idet han for eksempel svarede: "Min fromme mand, jeg er ikkun en fattig tjener, dertil har jeg på mine knæ svoret kongelig majestæt, at jeg vil være tro i mit embede, og eder og andre af adelen er det befalet at håndhæve mig, så tror jeg også det gode til eder."

## Visitatsbogen
Palladius virksomhed som kirkelig tilsynsmand har efterladt sig et højst ejendommeligt minde i hans Visitatsbog, der flere gange er blevet udgivet. Lis Jacobsens udgave i Peder Palladius' Danske Skrifter, bind 5, København 1925-1926, s. 1-240 bør foretrækkes frem for de tidligere udgaver (af A.C.L. Heiberg 1867, af Svend Grundtvig 1872 og af Carl Rosenberg 1884). En udgave på nutidsdansk, udarbejdet af Martin Schwartz Lausten, Peder Palladius: En visitatsbog, København 2003, er dog nemmere tilgængelig for de fleste.
Visitatsbogen er en af de vigtigste kilder til 1500-tallets kirke- og kulturhistorie. Alex Wittendorf kalder den således "en kilde af stor værdi, både til bondebefolkningens forhold og daglige liv og til den store omstillings- og disciplineringsproces, som fortsatte i de følgende århundreder og blev forstærket under enevælden. Den viser også sider af Palladius' teologi og ikke mindst de problemer, der var forbundet med kampen imod befolkningens gamle naturreligion – en kamp der aldrig lykkedes fuldt ud."

## Palladius' udgivelser
Mens Palladius næppe havde bestemt sin visitatsbog til udgivelse i sin helhed, selvom han benyttede enkelte stykker af den i nogle af sine senere skrifter, ligesom et kort udtog af den meddeltes til flere samtidige biskopper, så har han derimod ladet trykke en mængde andre skrifter, især sigtende til sund evangelisk-luthersk oplysnings fremme og til en ret ordning af gudstjenesten. Det drejer sig blandt andet om Den lille danske Katekismus (1537) (Luthers), En Haandbog for Sognepræster til evangelisk Kirketjeneste (1538) (efter Luther), en dansk oversættelse af Kirkeordinansen (1539) og En ret enfoldig Bedebog (1541) (efter Luther). Flere skrifter oplevede mange oplag. I det hele er der ingen samtidig dansk forfatter, hvis litterære frugtbarhed i nogen måde kan stilles ved siden af Palladius'. Samtidig måtte han på embeds vegne som censor før trykningen gennemlæse alle samtidige teologiske skrifter af danske forfattere. En stor del af dem måtte han forsyne med fortaler. Intet litterært arbejde kostede ham dog mere tid og flid end revisionen af Christiern Pedersens bibeloversættelse. I lang tid var Palladius så optaget af dette hverv, at han ikke blot ofte måtte klage over sin store "uledighed", men for nogle år måtte ophøre med sine visitatser og teologiske forelæsninger.

## Skolevæsen
Da Christian 3.s danske bibel endelig udkom i 1550, priste værket sin mester. Men nu måtte Palladius for alvor tage fat på at bringe det lærde skolevæsen på fode. Allerede på sine første visitatser havde han lagt stor vægt på almueungdommens kristendomsundervisning og formanet forældrene til at sende velbegavede drenge til latinskolerne, så de med tiden kunne blive præster og degne. Men da skolerne endnu var temmelig mangelfulde, foranledigede han formodentlig selv, at der i 1551 udgik kongelig befaling til ham om at besøge alle købstæder og andre steder (klostre) i stiftet, hvor skoler holdtes, "og der grandgivelig forfare al lejligheden, hvorledes ordinansen om religionen ved magt holdes", og, hvor han fandt mangler, enten råde bod på det med lensmandens og sognepræstens hjælp eller gøre indberetning derom til kongen. Med iver tog Palladius nu dette hverv op, og for at fremme sagen udgav han selv i 1553 de nødvendigste elementære skolebøger.
Efter bibelarbejdet var afsluttet, tog Palladius også med ny kraft fat på sin akademiske gerning, holdt flittigt teologiske forelæsninger og tog sig ivrigt af studenterne. Navnlig var han for de norske og islandske studenter som en far, tog sig af dem, når de var i nød, og stod dem til enhver tid bi med råd og dåd. I årene 1553-1554 beklædte Palladius rektoratet og udfoldede megen iver for universitet vel ved de forhandlinger, der i årene 1554-1555 førtes med kongen og kansleren om forskellige forbedringer i universitetets økonomiske forhold og de fattige studenters vilkår.
Som den øverste blandt de forenede rigers biskopper måtte Palladius gå kongen til hånde med råd i kirkelige sager og jævnlig udarbejde betænkninger, der sædvanligvis blev af afgørende betydning. Hans indflydelse strakte sig ikke blot til den danske, men også til den norske og islandske kirke, ja endog til hertugdømmerne. Ved de bispemøder, som jævnlig holdtes i Christian 3.s tid, førte Palladius forsædet og har sikkert haft den vigtigste stemme med hensyn til ordningen af de forskellige kirkelige forhold, som behandledes. Men da han under bispemødet i København i maj 1555 ramtes af et slagtilfælde, netop som han stod på prædikestolen, var han fra den tid fysisk hæmmet så han senere næppe mere har kunnet rejse på visitatser og vel heller ikke holde teologiske forelæsninger. Dog blev hans mentale evner ikke hæmmet mere, end at han selv under sin sygdom dels kunne udgive mange skrifter, som han tidligere, mens han færdedes omkring i stiftet, ikke havde fået tid til at lægge sidste hånd på, dels kunne forfatte nye. Særlig kan fremhæves, at han 1556 udgav den alterbog, der i flere hundrede år i det væsentlige har været den brugte i den dansk-norske kirke, og Herrens Lidelseshistorie i den form, som den langt senere kunne findes i danske alter- og salmebøger.
I sine svaghedsår havde Palladius af og til hjælp af sin bror, Niels. 31. maj 1558 pålagde kongen Københavns universitet at udnævne mester Hans Albertsen til den teologiske lærestol, som Palladius på grund af sin sygdom ikke længere kunne beklæde. Senere blev han tillige den syge mands medhjælper i bispeembedet og til sidst hans efterfølger.
Palladius døde kun 56 år gammel, men efter et meget indholdsrigt og frugtbart liv. Palladius' familieforhold er væsentligt ukendte. Hans hustru Kirstine (Pedersdatter) overlevede ham. De vides ikke at have haft børn.
- Mindetavle på Den gamle Domskole i Ribe